# Liliidae
Liliidae е подклас едносемеделни растения, използван в някои класификации, но не и в системата APG II. В класификацията на Кронкуист подкласът включва два разреда:
- Liliales – в APG II пряк наследник на клад Liliopsida
- Orchidales – в APG II присъеднинен към разред Asparagales